# Sun Jiaqi
Sun Jiaqi (en chinois : 孙佳琪;=), née le 26 avril 2004, est une coureuse cycliste chinoise, pratiquant le BMX freestyle « Park ».

## Biographie
Sun Jiaqi est originaire de Luohe, dans la province du Henan. En 2018, elle se fait remarquer lors des compétitions provinciales de BMX freestyle et est sélectionnée pour bénéficier d'un financement supplémentaire. En 2022, elle termine deuxième du championnat chinois et concourt pour la première fois aux championnats du monde de cyclisme urbain, où elle est éliminée en qualification. Quatre semaines plus tard, elle remporte la Coupe du monde de BMX freestyle à Gold Coast, en Australie, devant sa compatriote Zhou Huimin et la multiple championne du monde Hannah Roberts. Il s'agit de la première victoire en Coupe du monde pour une Chinoise, qui se sont rapidement imposées parmi les meilleures du monde.
Lors de la premiàre manche de la Coupe du monde 2023 à Diriyah, elle se classe deuxième derrière Roberts. En juin, elle remporte le Festival des sports urbains de Madrid. À ce stade, elle est entrainée par Daniel Dhers, qui a été embauché par la fédération chinoise.
Début 2024, elle est sélectionnée comme l'une des trois représentantes chinoises pour la série de qualification olympique, où elle obtient la deuxième place et se qualifie pour les Jeux olympiques de Paris.

## Palmarès en BMX freestyle Park

### Jeux olympiques
- Paris 2024
  - 7e du BMX freestyle Park

### Coupe du monde
- Coupe du monde de BMX freestyle Park
  - 2022 : 12e du classement général, vainqueur d'une manche
  - 2023 : 5e du classement général